# Погром в Триполи
Погромът в Триполи е антиеврейски погром върлувал от 5 до 7 ноември 1945 г., при който повече от 140 евреи са били убити и много други ранени. Погромът е повратна точка в историята на евреите в Либия в частност, и за Северна Африка въобще, предизвиквайки тяхното преселение в Израел. Скоро след погрома и последвалото го преселение на местната еврейска общност, в страната по официална статистика вече няма еврейско население.
В края на 30-те години на 20 век фашистка Италия влиза в траен съюз с Германия. Италианският режим в Либия започва постепенно да приема расистки антисемитски закони. В резултат от приемането на тези закони, местните евреи били уволнени от заеманите държавни и обществени длъжности, учениците-евреи изключени от държавните училища, а в личните им документи за самоличност било отбелязано щамповано „еврейска раса“.
През 1941 г., около 25% от населението на Триполи са били евреи, а в града е имало 44 синагоги. През 1942 г. германските войски на Ервин Ромел стапват в Африка, за да се бият срещу британските войски. Вермахта нахлува в еврейския квартал на град Бенгази, следствие от което са разграбени еврейските магазини и повече от 2000 местни евреи са депортирани през пустинята в трудов лагер, където около 1/5 от тях намират смъртта си.
След т.нар. освобождение на Северна Африка от съюзниците, от страна на местните жители започва организирано насилие с цел решение на "еврейския въпрос", тъй като вече за неговото решаване на можело да се разчита от окупационните сили. В периода 5-7 ноември 1945 г. повече от 140 евреи (включително 36 деца) са били убити и стотици ранени по време на погром в Триполи. Вилнеещите тълпи либийци разграбили почти всички синагоги в града, като пет от тях били напълно унищожени. Освен в Триполи, имало и четири разрушени синагоги в провинциалните градове, с повече от 1000 еврейски къщи и магазини. В резултат от погрома около 4000 евреи остават без дом, а 2400 еврейски жилища са напълно разрушени. 
Ситуацията на евреите в Либия се влошава след войната за независимост на Израел през 1948 г. През юни 1948 г. следва нов погром, в който 12 евреи са били убити и 280 еврейски къщи разрушени.  По това време, обаче, еврейската общност е била подготвена за самоотбрана и като цяло нападението било отбито. 
В периода 1948-1951 г., особено след официалното разрешение за емиграция през 1949 г., 30 972 евреи емигрират от Либия.  През следващите 15 години, останалите в Либия евреи са подложени на множество ограничения, в частност по т.нар. еврейска квота – да пътуват свободно, т.е. да влизат и излизат от Либия, включително и по отношение на статута им в страната и собствеността им.
В Либия избухват нови погроми по време на т.нар. Шестдневна война, в резултат от които са убити 18 евреи и много други ранени. По това време еврейското население на Либия възлиза като численост на около 7000 души, като почти всички либийски евреи са евакуирани в Италия, изоставяйки собствеността си в Либия без компенсации. Символично се приема, че последния евреин в Либия е била една възрастна жена, получила разрешение да пътува до Италия през 2003 г., след многобройни опити от страна на големия ѝ син да я прибере при себе си.